# Trà Sơn (Quảng Nam)
Trà Sơn is een xã in het district Bắc Trà My, een van de districten in de Vietnamese provincie Quảng Nam.
Trà Sơn ligt aan de oever van onder andere de Tranh.